# Cannabis médical
Pour un article plus général, voir Cannabis.

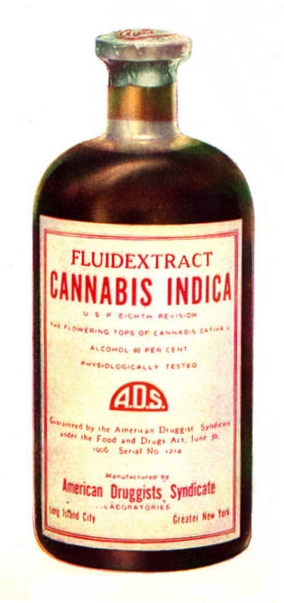
Extrait liquide de cannabis, distribué par une pharmacie américaine au début du XXe siècle.

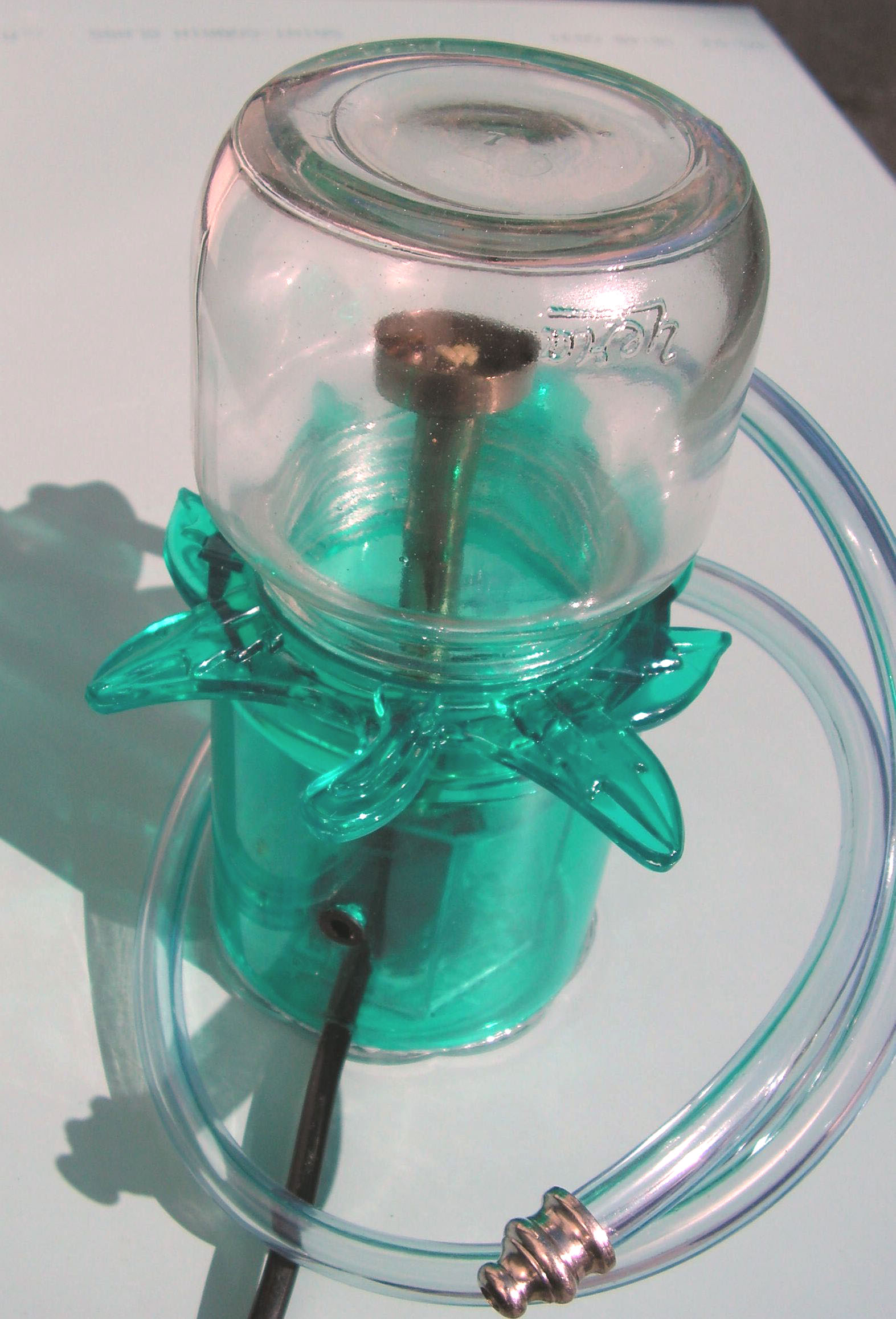
Vaporisateur avec tube flexible.

Le cannabis médical (appelé aussi cannabis thérapeutique, marijuana médicale ou marijuana thérapeutique) désigne le Cannabis sativa (désignation botanique du chanvre) en tant que plante médicinale, et, par extension, l'ensemble des dizaines de phyto-cannabinoïdes destinés à un usage purement médical, généralement prescrits pour leurs vertus antiémétiques.
À ce jour, compte tenu de l'évolution des connaissances scientifiques dans le domaine des cannabinoïdes, l'usage médical du cannabis redevient de plus en plus toléré, voire légal dans un nombre grandissant de pays : le Canada, l'Australie, les Pays-Bas, le Royaume-Uni, la Nouvelle-Zélande, l'Allemagne, l'Espagne, le Portugal, l'Italie, la République Tchèque, la Roumanie, la Finlande, le Chili, la Colombie, Israël et la Suisse depuis 2023. Aux États-Unis dans 23 États américains ainsi que dans la capitale fédérale (Alaska, Arizona, Californie, Colorado, Connecticut, Delaware, Hawaï, Illinois, Maine, Maryland, Massachusetts, Michigan, Minnesota, Montana, Nevada, New Hampshire, New Jersey, New York, Nouveau-Mexique, Oregon, Rhode Island, Vermont, Washington, Washington DC). Cet usage nécessite soit une ordonnance, soit une confirmation de diagnostic médical. La distribution se fait généralement dans un cadre défini par les lois locales ; pharmacies et coffee shops aux Pays-Bas, Clubs Compassion au Canada, Buyers Club aux États-Unis, Cannabis Social Clubs en Espagne ou encore auto-production en Allemagne. En Suisse une ordonnance "spécial" pour les stupéfiants est indispensable.

## Usage historique

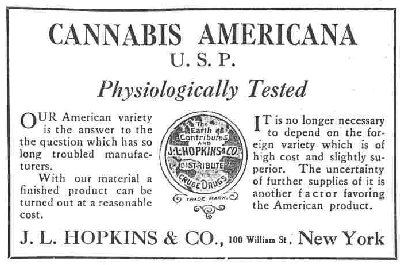
Une publicité pour la cannabis americana distribuée par un pharmacien new-yorkais en 1917.

L'histoire de l'usage thérapeutique du cannabis est difficile à retracer, notamment parce que les législations régulant sa production, sa distribution, sa possession et sa consommation sont relativement récentes, et la distinction entre usage médical et usage récréatif l'est encore plus. L'égyptologue Lise Manniche note la mention de la « plante médicale de la marijuana » dans plusieurs textes égyptiens, dont l'un remonte au XVIIIe siècle av. J.-C. On trouve aussi mention du cannabis dans plusieurs textes anciens chinois et indiens, notamment dans le Shen nung pen Ts'ao king, le plus vieux recueil traitant de plantes médicinales, attribué à l'empereur Shennong. Le cannabis y est prescrit pour traiter vomissements, maladies infectieuses parasitaires et hémorragies. La redécouverte par l'Occident des vertus thérapeutiques du cannabis est généralement attribuée à Sir William Brooke O'Shaughnessy, qui en 1831 publie dans la revue médicale britannique The Lancet sa méthode d'injection intraveineuse d'électrolytes en solution pour soigner le choléra. Sa découverte lui vaut un poste en Inde, où il étudie les différentes plantes médicinales traditionnelles, dont l'opium. À partir de la fin des années 1830, il expérimente avec différentes concoctions à base de chanvre et ses effets sur des patients souffrant notamment de rhumatismes, hydrophobie, choléra ou tétanos. Il publie ses expériences et conclusions lors de son retour en Angleterre en 1841, où il rapporte des spécimens de chanvre et de strychnos nux-vomica à l'intention des Jardins botaniques royaux de Kew.

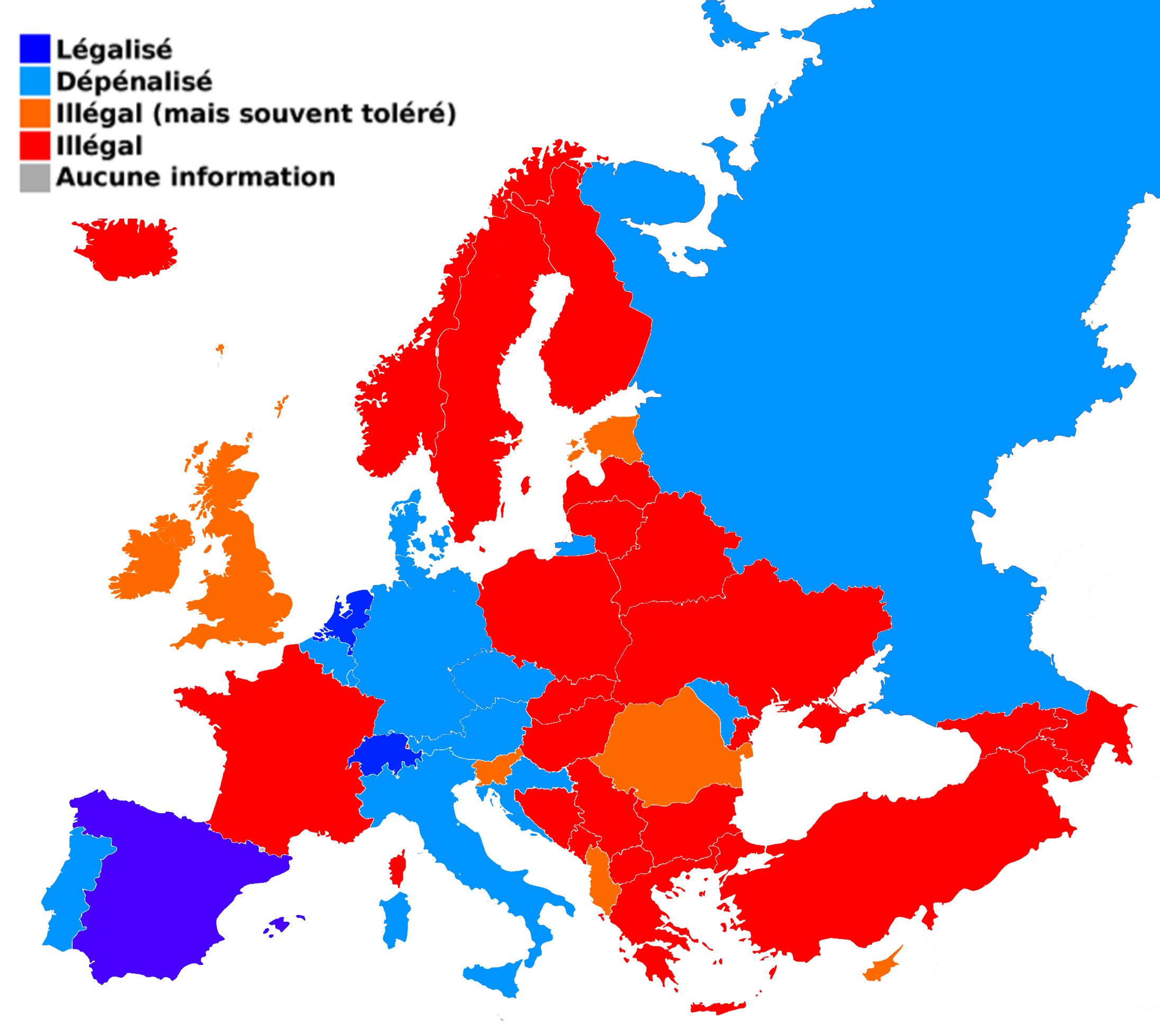
Législation du cannabis thérapeutique en Europe en 2006.

De nombreux articles sur différentes espèces de cannabis sont publiés en Europe et en Amérique du Nord pendant la seconde moitié du XIXe siècle. L'usage thérapeutique du cannabis et du haschich est courant aux États-Unis jusque dans les années 1930, et fait son apparition dans la pharmacopée américaine officielle en 1851. Il est prescrit généralement comme un antalgique, un sédatif, un antispasmodique ou un antiémétique. En France les nombreuses vertus des cigarettes Grimault (Cannabis Indica) sont vantées dans différents encarts publicitaires du Journal des débats politiques et littéraires, à la fin du XIXe siècle ; le cannabis disparaît des officines seulement en 1953[réf. nécessaire].

## Prohibition progressive
La deuxième Convention internationale de l'opium de Genève, en 1925, ajoute le cannabis à la liste de substances dont l'importation doit être contrôlée par ses signataires, mais elle se révèle inefficace pour les pays achetant les dites drogues à des pays non signataires. La Convention, pour limiter la fabrication et réglementer la distribution des stupéfiants, dite Convention de limitation de 1931, vise à remédier à ce vide juridique.
Aux États-Unis, la mise en conformité avec cette convention mène Harry J. Anslinger, le premier commissaire du nouveau Federal Bureau of Narcotics, à faire voter en 1937 le Marihuana Tax Act, la première loi fédérale américaine régulant la distribution et la possession de cannabis, imposant une taxe de 1 dollar aux dispenseurs de cannabis, y compris pour un usage médical. La loi a pour effet d'éradiquer la distribution médicale de la plante, même si elle reste listée dans la pharmacopée fédérale jusqu'en 1940. De nombreuses législations transnationales sont signées dans les décennies qui suivent, mais ce n'est qu'avec la Convention unique sur les stupéfiants de 1961 qu'une harmonisation a lieu dans le cadre de l'ONU, incluant le cannabis dans les substances contrôlées dans le tableau IV, celui des substances soumis aux contrôles les plus sévères, sur l'insistance des États-Unis.

## Réapparition de l'usage médical
Le chimiste israélien Raphael Mechoulam qui isole en 1964 le tétrahydrocannabinol (THC), principal composé psychoactif du cannabis, devient un pionnier de son utilisation médicale et permet la relance de l'intérêt médical de ce produit dans les laboratoires internationaux.
Le cannabis médical est employé avant tout pour soulager certains symptômes de la maladie, ou les effets secondaires du traitement.
Début 2019, une trentaine de pays dans le monde, dont de nombreux États américains et le Canada, autorisent le cannabis thérapeutique, dont 21 de l’Union européenne ainsi que la Suisse, la Norvège, Israël et la Turquie.
Selon une note de 2021 du ministère marocain de l’intérieur, le marché du cannabis médical est « en croissance annuelle de 30 % au niveau mondial et de 60 % au niveau européen ». Selon une étude du cabinet Grand View Research en 2017, le marché mondial du cannabis à usage médical pourrait s’élever à 55,8 milliards de dollars en 2025, soit cinq fois plus qu’en 2015.

### Formes thérapeutiques
Le cannabis existe sous plusieurs formes médicales, dont la disponibilité dépend de la législation du pays où il est autorisé :
- Bedrocan (18 % THC)[13], Bediol (6 % THC + 7,5 % CBD), Bedrobinol (12 % THC) et Bedica (14 % de THC environ et moins de 1 % de CBD) : formes naturelles disponibles en pharmacie depuis 2005 (Hollande et pays importateurs : Espagne, Italie, Finlande par exemple) et délivrés sur prescription médicale ;
- Marinol (dronabinol : THC de synthèse) : prescrit par exemple pour le traitement des nausées et des vomissements liés à la chimiothérapie, ainsi que pour l'amélioration de l'appétit chez les malades atteints du sida. Il est autorisé dans quelques pays européens, par exemple l'Allemagne, l'Italie et le Royaume-Uni ;
- Cesamet (nabilone) : voir Marinol ;
- Sativex : prescrit par exemple pour le traitement des douleurs associées à la sclérose en plaques. Il est autorisé au Canada depuis 2005, en Allemagne depuis 2010, en Suisse, en France depuis 2014[14], en Belgique depuis 2017.

### Propriétés thérapeutiques

#### Des propriétés non-démontrées jusqu'à présent
Les applications thérapeutiques du cannabis sont controversées. En effet, la littérature scientifique ne permet pas toujours de conclure à un intérêt thérapeutique du cannabis. Bien que des autorisations de mise sur le marché aient été données par des autorités, elles sont largement contestées par la communauté scientifique.
En l'état actuel des connaissances, des médecins et scientifiques s'insurgent contre les propriétés médicinales revendiquées du cannabis pour lesquelles aucune étude ne permet de statuer objectivement sur les apports thérapeutiques. Cependant, pour ces mêmes scientifiques, la légalisation de l'usage du cannabis peut s'avérer être une mesure sociale et d'intérêt public en permettant la lutte contre le trafic et l'amélioration de la prévention du risque chez les jeunes de moins de 25 ans, particulièrement exposés aux risques du cannabis.
En France, le comité scientifique mis en place en 2018 avait conclu que « Peu d’essais cliniques solides ont démontré l’efficacité du cannabis médical », et résumait prudemment les études américaines en ajoutant que « pour certaines pathologies ou certains symptômes, un niveau de preuve existe, surtout en cas d’échec thérapeutique avec d’autres traitements ». Pour le neurochirurgien Marc Lévêque, « Par ses multiples actions sur notre système nerveux, le cannabis possède un indéniable effet antalgique, principalement dû au THC. Malheureusement, les nombreux effets collatéraux psychiques viennent minorer son intérêt thérapeutique ».

#### Propriétés revendiquées du cannabis
Des applications thérapeutiques supposées sont répertoriées par l'Association Internationale pour le Cannabis Médical incluant : nausées et vomissements, anorexie et cachexie, spasmes, troubles du mouvement, douleurs, glaucome, épilepsie, asthme, dépendance et état de manque, symptômes psychiatriques, dépressions, maladies auto-immunes et inflammations ; et divers syndromes variés.
Les efforts scientifiques dans ce domaine ne cessent de progresser, comme le montre l'évolution considérable du nombre d'études réalisées ces dernières années (Graphe). Durant la dernière décennie, ce nombre a plus que doublé, élevant le nombre total de publications à plus de 15 000 en 2016.
Les propriétés suivantes ont été scientifiquement étudiées et ont fait l'objet de publications dont les conclusions sont controversées :
- analgésiques : malades en phase terminale et pour les douleurs chroniques résistantes aux traitements traditionnels ;
- relaxantes et somnifères : malades en phase terminale, troubles du sommeil ;
- anti-spasmodiques : sclérose en plaques, épilepsie ;
- anti-vomitives : traitement des effets secondaires de la chimiothérapie ou d'autres traitements lourds ;
- stimulant l'appétit et redonnant l'envie de manger : lutte contre la cachexie (maigreur extrême) et favorise la prise de poids ;
- broncho-dilatatrices : asthme ;
- anti-inflammatoires : le cannabidiol CBD (voir Cannabinoïde) non psychoactif est connu pour ses affinités avec les récepteurs CB2 situés sur les cellules immunitaires T.
- anti-psychotiques[21] : traitement alternatif de la schizophrénie[22] ;
- anti-dépresseur[23] ;
- anxiolytiques ;
- sédatives[24] ;
- vasodilatatrices : glaucome, migraines ;
- orexigènes : stimulation de l'appétit, en cas de maigreur importante ou de cachexie chez personnes âgées en long séjour9[Quoi ?], les patients atteint d'une maladie d'Alzheimer10[Quoi ?] ou du sida11[Quoi ?] ;
- antalgie dans les cas de névralgie[25].

Depuis les années 1990, le cannabis et les cannabinoïdes qu'il contient suscitent un engouement croissant de la part des laboratoires de recherche. Entre 2000 et 2007, plus de 9,000 articles scientifiques ont été publiés. Ce nombre a plus que doublé en dix ans. Ainsi, ces études, répertoriées sur la base de données scientifique de IACM, suggèrent que le cannabis pourrait être utilisé à des fins thérapeutiques dans une grande diversité de maladies et de pathologies :
- une alternative efficace pour le traitement des symptômes chroniques (impulsivité, anxiété, distractibilité, etc.) du trouble déficit de l'attention / hyperactivité (TDAH) (modulation de la dopamine par le système endocannabinoïque, ciblé par les phytocannabinoïdes du cannabis) ;
- une alternative efficace pour le prurit cholostatique réfractaire ;
- un agent thérapeutique contre des maladies neurodégénératives et la dystonie (perturbation du tonus musculaire), la paraplégie, l'hyperkinésie ;
- un agent thérapeutique pour le traitement de la maladie de Parkinson ;
- un agent thérapeutique pour le traitement des traumatismes cérébraux ;
- un agent thérapeutique pour la réduction des tics liés au syndrome de Gilles de La Tourette[29] ;
- un agent thérapeutique pour le traitement des maladies auto-immunes comme la sclérose en plaques ;
- un agent antiprolifératif : rémission de tumeurs cancéreuses au cerveau (ainsi que ralentissement de la progression de certains cancers du poumon, sein et de la leucémie) ;
- un agent inhibant les sécrétions d'acide gastrique et pouvant jouer un rôle favorable sur la prévention des ulcères, des diarrhées ;
- un agent améliorant les troubles comportementaux des patients atteints de la maladie d'Alzheimer ou d'autisme ;
- une alternative pour le traitement de la dépression passagère ou chronique (implication CB1 dans la modulation de la Sérotonine, des troubles de l'humeur, des angoisses et des troubles post-traumatiques ;
- une alternative pour le traitement des troubles du sommeil et de l'anxiété ;
- un agent de substitution pour le traitement des dépendances à l'alcool, aux opiacés (héroïne), aux stimulants (cocaïne) et aux somnifères (Benzodiazépine).

Actuellement, il existe un seul ouvrage qui répertorie l'ensemble des affections traitables par les cannabinoïdes, écrit par un médecin et récemment traduit en français : il parcourt l'ensemble des capacités médicinales supposées de cette plante et certains de ces usages. Par ailleurs de nombreux ouvrages existent en langues étrangères (anglais, allemand, espagnol, etc.).
Toutefois, ces études demeurent sujettes à caution, d'autant qu'elles sont souvent financées par le lobby américain du cannabis (le cannabis médical pouvant être considéré comme une légalisation déguisée). De plus, de nombreux autres médicaments existent pour chacune de ces affections, avec souvent une efficacité plus importante et moins d'effets indésirables.

## Législation

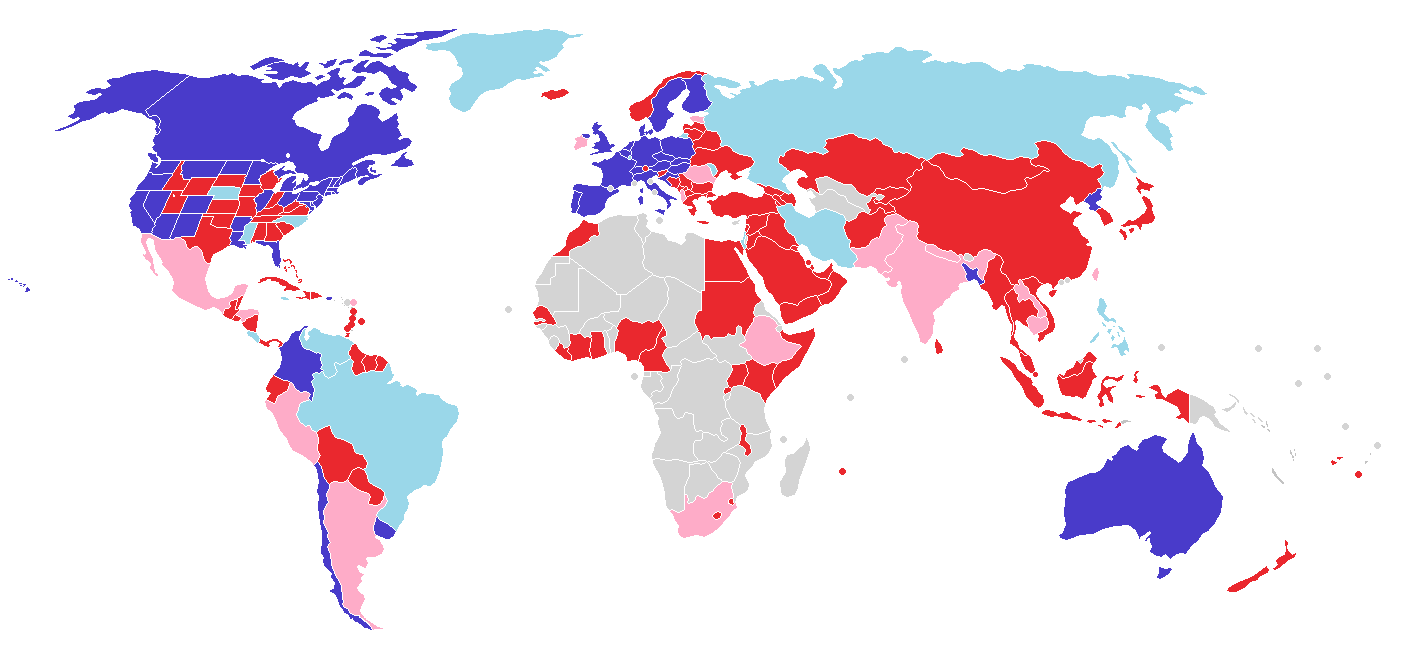
Législation du cannabis thérapeutique dans le monde :
Légal
Illégal mais décriminalisé
Illégal mais sanctions rarement appliquées
Illégal
Pas d'informations

La mise en place législative du cannabis médical porte généralement sur trois volets, définissant respectivement les conditions d'accès au cannabis médical, la régulation portant sur la distribution, et celle touchant à la culture et la production de cannabis à des fins médicales.
La plupart des législations mises en place définissent généralement l'éligibilité des patients selon une liste de conditions médicales ou symptômes incluant généralement cancer, sclérose en plaques et sida/VIH. Certaines définissent ou supposent la mise en place d'un programme géré par une émanation du gouvernement maintenant une liste de patients autorisés, tandis que d'autres entités gouvernementales ont simplement légalisé l'usage médical, s'en remettant à la simple délivrance d'un certificat par un médecin.

### Allemagne
En février 2008, sept patients allemands ont pu bénéficier d'un traitement au cannabis médical, distribué sur ordonnance en pharmacie. Afin de réguler l'usage thérapeutique, l'Allemagne s'inspire du modèle de son voisin hollandais qui distribue de cette manière depuis 2003 (120 kg en 2008).
Trois individus souffrant de douleurs chroniques, sur cinq convoqués devant le tribunal administratif de Cologne, voient leur auto-production autorisée en juillet 2014, dans un but thérapeutique justifié. 2017, le cannabis médical est légalisé en Allemagne.

### Australie

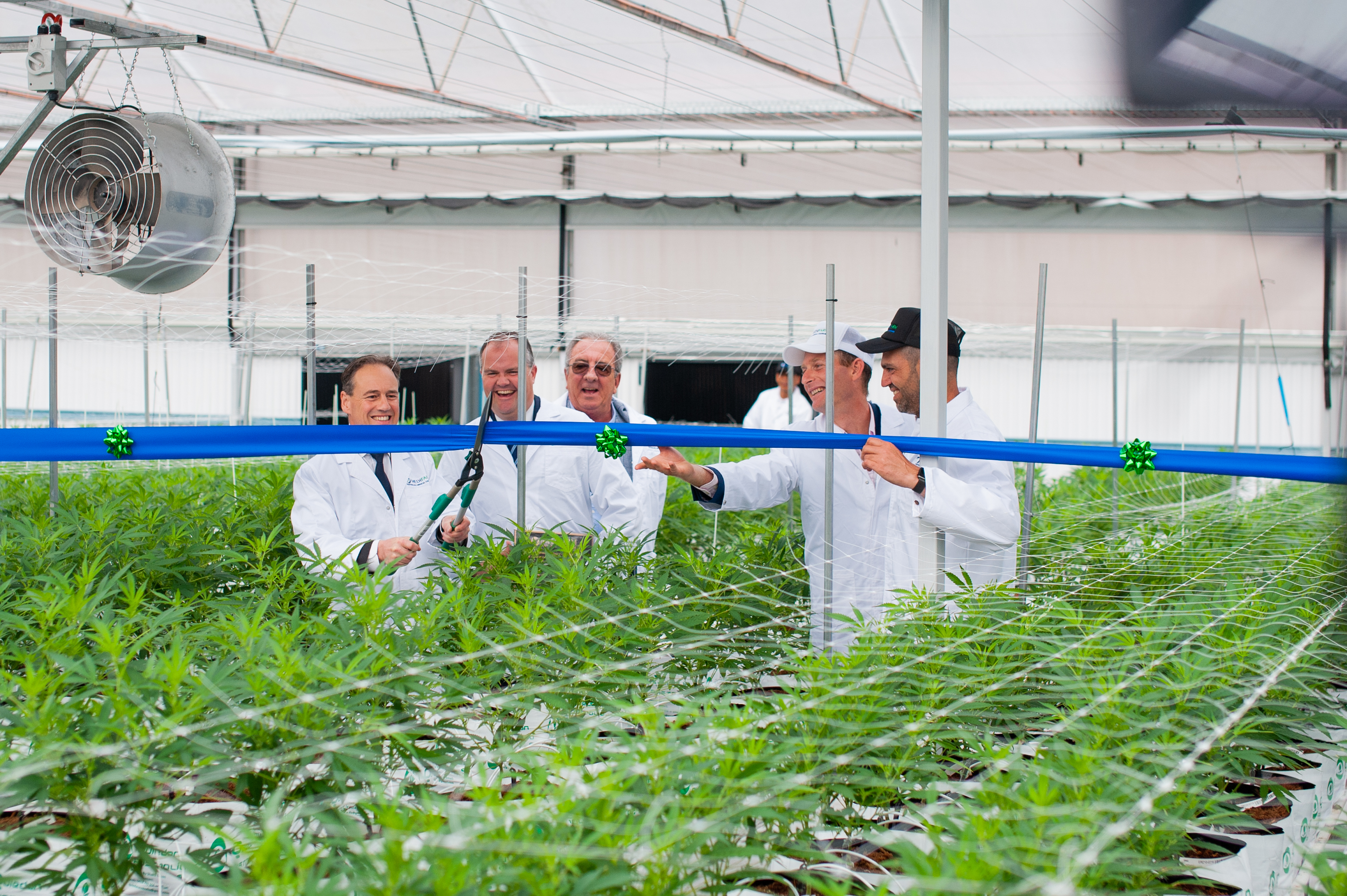
Ouverture Officiel de MEDIFARM

Le territoire de la capitale australienne (Australian Capital Territory, territoire incluant la capitale, Canberra) ont dépénalisé la possession de faibles quantités de cannabis ainsi que la culture restreinte pour usage personnel[réf. nécessaire]. Dans l'État d'Australie-Méridionale, la possession du cannabis est dépénalisée mais peut faire l’objet d’une simple amende 1.
L’Australie a décidé en septembre 2016 d’autoriser la culture et l’utilisation sur son sol de cannabis à des fins thérapeutiques à partir de novembre 2016. Sa production de masse et son usage récréatif restent illégaux 2. En janvier 2018, l'Australie annonce vouloir être le quatrième pays dans le monde, après l'Uruguay, le Canada et les Pays-Bas, à autoriser les exportations de cannabis à usage thérapeutique et d'en devenir le leader mondial 3.
Des plantes de cannabis poussent à MEDIFARM, sur la Sunshine Coast, dans le Queensland, en Australie, le 27 août 2019. Le ministre fédéral de la Santé, Greg Hunt, a ouvert MEDIFARM, la première ferme de cannabis à usage médical en Australie, dont les produits seront utilisés pour le traitement de patients souffrant de douleurs chroniques ou maladies telles que l'épilepsie, et la sclérose en plaques. ⁠

### Belgique
La détention et la consommation de cannabis en Belgique reste totalement interdite pour les mineurs de moins de 18 ans et cela où que ce soit et quelle qu'en soit la quantité.
Toute détention, consommation ou culture de cannabis est illégale, cependant, la détention d'un plant femelle ou d'une quantité de cannabis inférieure à 3 grammes donnent lieu à la rédaction d'un procès-verbal simplifié, auquel aucune suite ne sera donnée. Il est malgré tout déjà arrivé qu'une administration zélée amène le contrevenant devant la justice.

### Canada

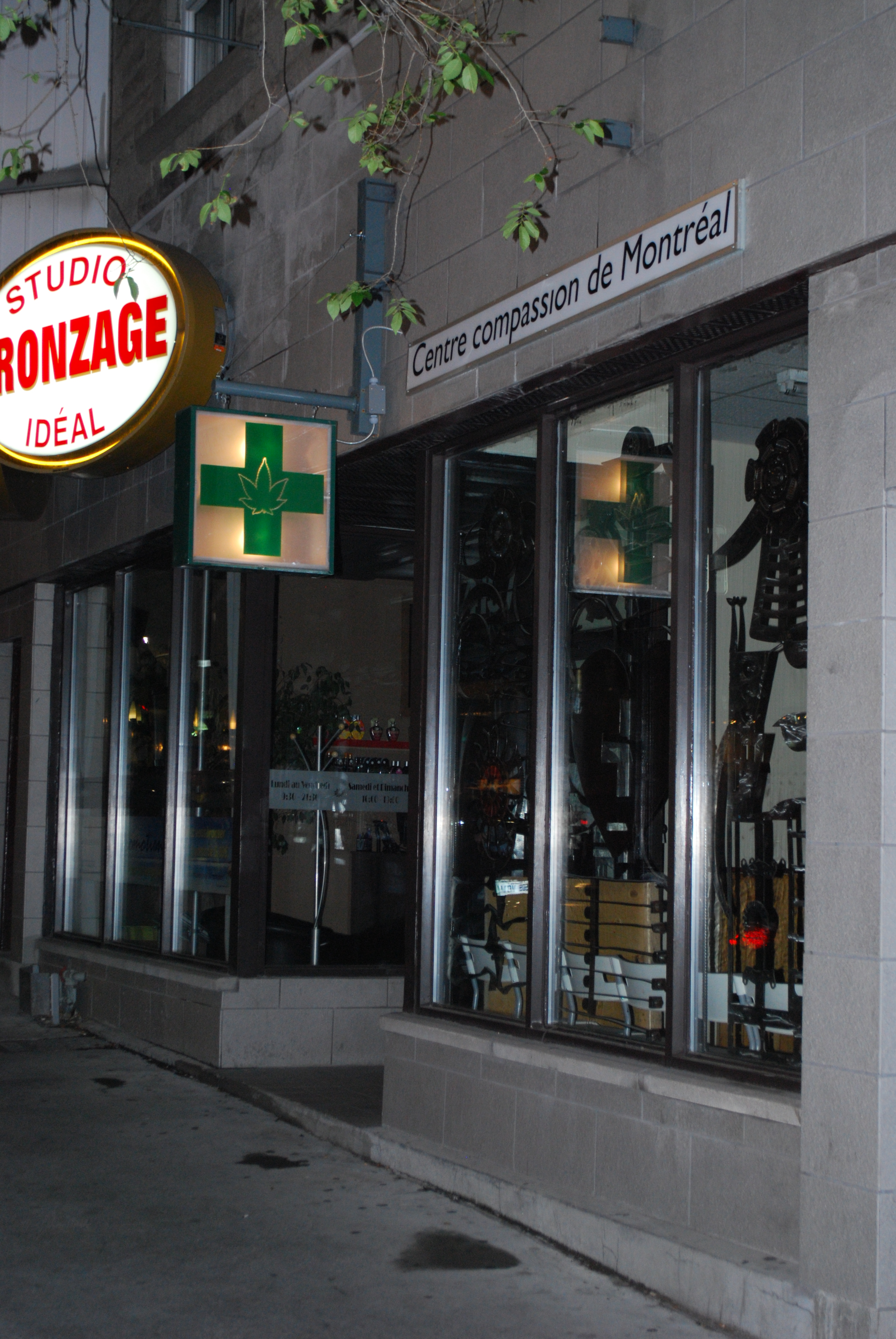
Centre compassion de Montréal, au Québec.

Au Canada, le Règlement sur l'accès à la marijuana à des fins médicales, mis en place par Santé Canada en juillet 2001, définit deux catégories de patients éligibles pour l'accès au cannabis médical. La catégorie 1 liste les individus souffrant de « douleur aiguë », « nausées violentes » et/ou autres symptômes sérieux causés par les conditions suivantes : sclérose en plaques, lésion de la moelle épinière, maladie de la moelle épinière, cancer, sida/infection au VIH, formes graves d'arthrite et/ou épilepsie. La catégorie 2 « touche les demandeurs qui présentent des symptômes pathologiques graves autres que ceux décrits dans la catégorie 1 ». La demande du patient éligible doit être appuyée par un médecin.
Le cannabis distribué par Santé Canada est fourni sous la marque CanniMed par l'entreprise Prairie Plant Systems Inc., selon laquelle la demande de la part des autorités canadiennes aurait augmenté de 80 % en 2006 (la production ayant atteint 420 kilogrammes l'année précédente). Il est cependant légal pour les patients approuvés par Santé Canada de cultiver leur propre cannabis pour leur consommation personnelle, et il est possible d'obtenir une licence de production à titre de personne désignée par un patient. Santé Canada précise cependant qu'« aucun Avis de conformité n'a été émis pour la marijuana à des fins médicales. »
Depuis le début des années 2000, la loi s'est assouplie à la suite d'un procès prouvant le caractère non-constitutionnel de la politique du gouvernement fédéral du Canada. Ainsi, les centres Compassion ont été tolérés et ceux-ci distribuent dorénavant du cannabis médical aux patients. En 2010, la province de Québec en compte cinq : quatre à Montréal, et un à Québec. Par exemple, le Club compassion de Montréal (CCM) est un organisme à but non lucratif qui a été fondé en 1999. En 2006, la Fondation marijuana continue sur cette lancée et ouvre un deuxième centre à Montréal et un autre à Québec en 2008. En juin 2010, le Procureur général du Québec arrête tous les organisateurs des centres au Québec. Cinq procès sont en cours en décembre 2010.
Le cannabis est maintenant légal au Canada en ce jour du 17 octobre 2018.

### Espagne
En Espagne, depuis la fin des années 1990 et le début des années 2000, le cannabis médical a subi un processus de dépénalisation puis de légalisation progressive. Le parlement de la région de Catalogne est le premier en Espagne à avoir voté à l'unanimité en 2001 la légalisation du cannabis médical, il est rapidement suivi des parlements d'Aragon et des Baléares.
Le Code pénal espagnol interdit la vente de cannabis mais il n'en interdit pas la consommation. Jusqu'au début des années 2000, le Code pénal ne faisait pas de distinction entre cannabis thérapeutique et cannabis récréatif, cependant plusieurs décisions de justice montrent que cette distinction est de plus en plus prise en compte par les juges. À partir de 2006, la vente de graine est légalisée, la possession ou la consommation est toujours interdite dans les lieux publics mais autorisée dans les lieux privés. De plus, la culture de plants de cannabis est désormais autorisée dans un lieu privé.
Plusieurs recherches ont été réalisées afin d'étudier les effets du cannabis sur des patients atteints de maladie comme les cancers, le sida, la sclérose en plaques, l'épilepsie ou l'asthme. Ces recherches ont été effectuées par divers organismes espagnols comme à l’université Complutense de Madrid dirigée par le docteur Manuel Guzman, l’hôpital de la Laguna à Tenerife dirigée le neurochirurgien Luis González Feria ou l’université de Barcelone.
Voyant la législation s'adoucir, plusieurs clubs de cannabis se sont créés notamment au Pays basque et en Catalogne. Ces clubs, les premiers du genre en Europe, sont des associations à but non lucratif qui cultivent du cannabis et le revendent à prix coûtant à ses membres. En 2006, des membres de ces clubs ont été acquittés dans des procès intentés pour possession et vente de cannabis.

### États-Unis

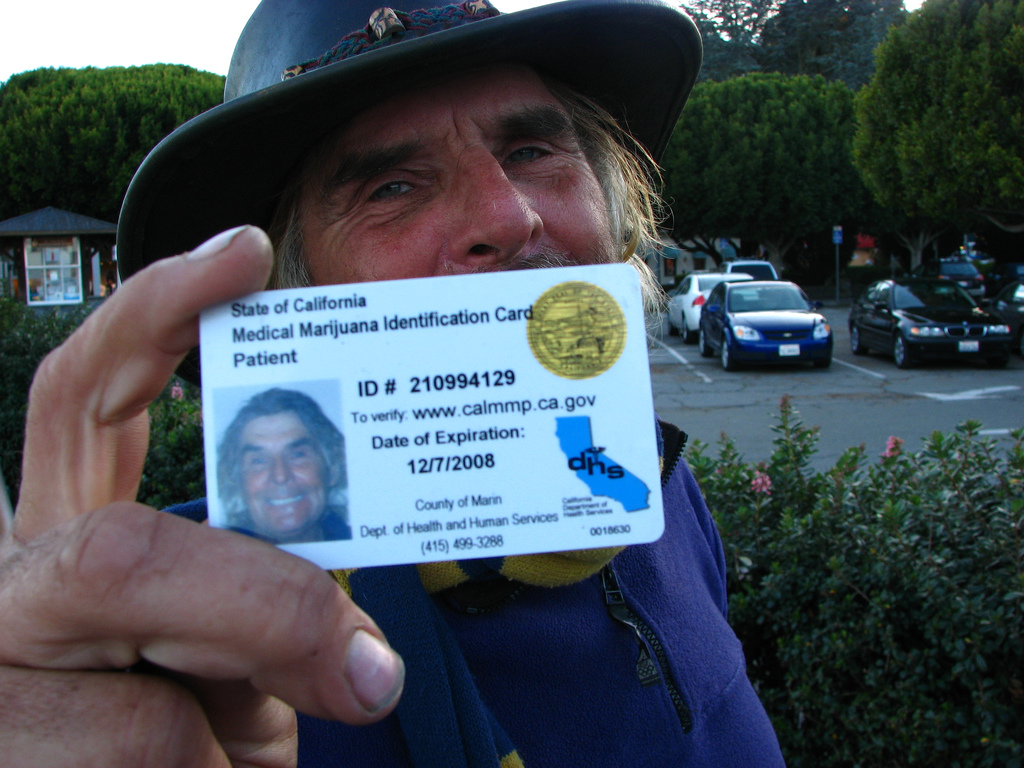
Une carte d'identité permettant à son porteur l'utilisation de cannabis à but médical, Californie.

Le cannabis médical a fait l'objet de législations dans plusieurs États américains à partir des années 1990. En Californie, la Proposition 215, baptisée Compassionate Use Act, est approuvée par les électeurs de l'État aux élections de novembre 1996, entérinant la légalisation du cannabis médical le jour suivant. La nouvelle loi californienne, la première du genre aux États-Unis, dépénalise la possession, l'usage et la culture de cannabis pour les patients possédant une recommandation « écrite ou orale » de leur médecin. Parmi les conditions jugées éligibles par la loi sont listées arthrite, cachexie, cancer, douleurs chroniques, VIH ou sida, épilepsie, migraines et sclérose en plaques. La loi ne précise pas de limite sur les quantités que les patients éligibles peuvent posséder ou cultiver. La loi californienne est en contradiction directe avec la législation nationale en matière de stupéfiants, et en janvier 1998, le gouvernement fédéral poursuit en justice la Coopérative des acheteurs de cannabis d'Oakland (OCBC), demandant l'interdiction de la distribution de cannabis aux patients. La cour du district rend un jugement en faveur du gouvernement fédéral, et l'OCBC est fermée temporairement. Le jugement est interjeté devant la Cour d'appel des États-Unis pour le neuvième circuit, qui infirme la décision précédente, invoquant la « nécessité médicale » mise en avant par la défense. En mai 2001 cependant, la Cour suprême des États-Unis infirme cette décision par un vote de 5 contre 3 (le juge Breyer s'étant abstenu).
En octobre 2003, le corps législatif californien adopte un amendement émanant du Sénat californien, S.B. 240, entrant en vigueur le 1er janvier 2004, et imposant des limites sur les quantités autorisées. Les patients éligibles ne peuvent ainsi posséder plus de 8 onces de cannabis séché et/ou six plantes adultes de cannabis, mais des dérogations sont possibles sur certificat médical. Plusieurs producteurs et dispensaires californiens de cannabis à usage médical ont fait l'objet de descentes et d'arrestations par la Drug Enforcement Administration. Le rythme de ce type d'opérations au cours des dernières années suggère toutefois que les autorités fédérales concentrent désormais leurs efforts sur les organisations et individus soupçonnés d'être trop laxiste dans leur distribution, d'avoir des liens avec le crime organisé, ou d'effectuer des profits jugés excessifs ou potentiellement illégaux. Plusieurs opérations ont été effectuées par la DEA en collaboration avec l'Internal Revenue Service, le service fiscal fédéral. Les critiques de la Proposition 215, parmi lesquels l'Organisation nationale pour la réforme des lois sur la marijuana (National Organization for the Reform of Marijuana Laws, ou NORM), qui milite pour la légalisation du cannabis aux États-Unis, arguent que le texte de loi reste trop vague quant à la production du cannabis à usage médical, et aux bénéfices que peuvent réaliser les producteurs et dispensaires, laissant les juridictions des comtés définir leurs propres standards. La DEA estime notamment que des « narcotrafiquants à grande envergure se cachent derrière et invoquent la Proposition 215 » comme défense.
Les électeurs de l'Oregon approuvent une loi légalisant le cannabis médical en novembre 1998, l'Oregon Medical Marijuana Act. Le programme est géré par le Programme de marijuana médicale de l'Oregon au sein de la Division de santé publique de l'État, et distribue des cartes d'identité aux membres acceptés par le programme. Début 2007, près de 13,000 cartes avaient été distribuées. La quasi-totalité des patients bénéficiant du programme déclarent souffrir de « douleurs sévères » et près de 2 500 de « nausées ». Les autres affections invoquées sont épilepsie, sida/VIH, cancer, cachexie, glaucome chronique et tremblements dus à la maladie d'Alzheimer. L'État voisin de Washington se dote d'une loi similaire aux mêmes élections de novembre 1998, légalisant l'usage, la possession et la culture de cannabis pour les patients munis d'un certificat médical. Les affections éligibles sont les suivantes : cachexie, cancer, VIH ou sida, épilepsie, glaucome chronique, douleurs autrement intraitables et sclérose en plaques. Toujours à la même date, l'usage médical de cannabis est également entériné par 58 % des électeurs de l'Alaska en novembre 1998, entré en vigueur le 4 mars 1999. La loi légalise la possession, la culture et l'usage de cannabis pour les patients ayant reçu un certificat d'un médecin confirmant qu'ils peuvent bénéficier de l'usage médical de cannabis. Les conditions et symptômes éligibles sont les suivants : cachexie, cancer, douleurs chroniques, épilepsie et autres conditions caractérisés par des spasmes, glaucome chronique, VIH ou sida, sclérose en plaques et nausées. L'État maintient une liste confidentielle des patients à qui sont attribués une carte d'identité. 200 cartes auraient été distribuées.
L'État du Maine adopte une loi similaire en 1999 à la suite d'un vote populaire, et en 2000 c'est le tour du Colorado, de Hawaii et du Nevada. En 2003, une loi au Maryland permet à un individu arrêté pour possession de cannabis de prouver une nécessité médicale, qui, si elle est reconnue par la cour, n'entraîne qu'une amende maximale de 100 dollars. Les électeurs du Montana et le Vermont approuvent la légalisation du cannabis médical en 2004, et en 2006 l'État de Rhode Island entérine The Edward O. Hawkins and Thomas C. Slater Medical Marijuana Act qui légalise l'usage médical du cannabis à travers un programme géré par les services rhode-islandais. En 2008, le Michigan devient le 13e État américain à reconnaître l'usage médical du cannabis. L'usage médical du cannabis reste sujet à polémique aux États-Unis, où les instances fédérales continuent à maintenir leur opposition à tout usage thérapeutique de la substance malgré plusieurs amendements déposés notamment par Maurice Hinchey. La Food and Drug Administration a publié en avril 2006 un communiqué rappelant qu'elle n'a pas approuvé le cannabis comme médicament, et qu'une « évaluation » effectuée par plusieurs agences gouvernementales a conclu qu'« aucune étude scientifique solide n'a soutenu l'usage de cannabis comme traitement [thérapeutique] aux États-Unis ». L'American Medical Association, tout en recommandant le maintien du cannabis parmi les substances contrôlées, en appelle à des études rigoureuses sur l'usage de la substance et d'autres cannabinoïdes pour le traitement de patients.

### Finlande
En Finlande, le cannabis médical commence à être reconnu. En effet, la Finlande est l'un des premiers pays à avoir demandé à la Hollande l'importation des produits Bedocran. Un malade a obtenu une autorisation de l’Agence nationale des médicaments de la Finlande en décembre 2006 pour l'utilisation de cannabis dans un but thérapeutique.

### France
Les lois concernant les drogues interdisent le cannabis depuis 1925 (Convention de Genève / Convention de l'ONU 1961). Celui-ci a été retiré de la pharmacopée française depuis 1953. Sa prohibition n'a pas évolué depuis. Son usage, importation, vente, transport et production sont strictement interdits par la loi. Ainsi, le cannabis, ainsi que ses dérivés à base de cannabinoïdes (naturels ou de synthèse), ne sont pas autorisés pour usage médical en France.
Néanmoins depuis 1999, l'Agence nationale de sécurité du médicament et des produits de santé (ANSM) a autorité pour délivrer des autorisations nominatives ou de cohorte ATU (Autorisation temporaire d'utilisation) pour tous produits de santé. Les ATU concernent les produits de santé qui ne sont pas autorisés sur le marché français. En 2008, les ATU concernant les cannabinoïdes n'ont été délivrées que pour le Marinol (dronabinol ou THC). Jugements de cours : en mai 1991, la cour administrative de Paris a rejeté la demande du MLC (Mouvement pour la légalisation contrôlée) concernant l'importation de 10 kg de cannabis pour le soulagement des douleurs de 10 patients souffrant de maladies incurables. Les arguments du refus étaient l'incompatibilité avec la convention de l'ONU de 1961 et l'impossibilité du MLC de contrôler scientifiquement et administrativement l'usage médical du cannabis.
En septembre 2002, un patient de 50 ans, atteint du SIDA depuis 17 ans, a été condamné à dix mois de prison avec sursis pour avoir fait pousser 34 plants de cannabis. En 2002, la cour de Papeete (Tahiti) a acquitté un patient paraplégique de 55 ans. Il avait été inculpé auparavant pour avoir fait pousser 350 plants de cannabis. La Cour a fondé son jugement sur l'article 122-7 du code pénal qui spécifie : « N'est pas pénalement responsable la personne qui, face à un danger actuel ou imminent qui menace elle-même, autrui ou un bien, accomplit un acte nécessaire à la sauvegarde de la personne ou du bien, sauf s'il y a disproportion entre les moyens employés et la gravité de la menace. »
En 2011, un patient est dispensé de peine à Strasbourg (Sclérose en plaques). Cette même année, un patient est relaxé par le tribunal de Bourges (VIH depuis 25 ans, arrêté avec 500 grammes de cannabis bio). En 2012, un patient (souffrant de bipolarité) est dispensé de peine en première instance par le tribunal de Colmar ; le parquet fait appel de la décision, et la non-condamnation est confirmée en appel par le tribunal de Colmar. Situation au regard des ATU : depuis 2001, 74 ATU nominatives pour le Dronabinol ont été délivrées. Le nombre de ces ATU a doublé de 2001 à 2002. Depuis 2003, il diminue chaque année.
Les ATU pour le Dronabinol ont été délivrées pour les affections suivantes[réf. souhaitée] :
- douleurs résistantes aux traitements standards (41)
- affections inflammatoires du système nerveux (12)
- maladie d'Unverricht-Lundborg (8)
- appétit / nausées (7)
- Maladie de Gilles de La Tourette (3)
- systorie résistante aux traitements standards (8)
- douleurs paroxystiques (1)

Total (74)
20 ATU ont été refusées pour les affections suivantes[réf. souhaitée] :
- douleurs résistantes aux traitements standards (12)
- spasticité secondaire due à la sclérose en plaques (3)
- paraparésie spastique douloureuse (3)
- appétit / nausées (1)
- douleurs chroniques (1)

Depuis 2001, toutes les ATU demandées pour le Sativex (8) ont été refusées.
En juin 2013, est publié au Journal officiel un décret permettant à l'Agence nationale de sécurité du médicament et des produits de santé (ANSM) de délivrer éventuellement des autorisations de mise sur le marché (AMM) pour des médicaments contenant du cannabis ou ses dérivés. Le 21 octobre 2013, le sativex commercialisé par la firme Almirall est le premier médicament à base d'extrait naturel de cannabis à bénéficier d'une autorisation de mise sur le marché. Depuis, la commercialisation du médicament est bloquée car son prix est jugé excessif par le Communauté économique des produits de santé (CEPS).
Le 25 octobre 2019, dans le cadre de l'examen du Projet de loi de financement de la sécurité sociale pour 2020, le Rapporteur général Olivier Véran fait adopter à l'unanimité son amendement visant à expérimenter l'usage médical du cannabis en France, pour une durée de 2 ans. L'expérimentation devait débuter au premier semestre 2020, mais a finalement été reportée au plus tard en janvier 2021 dû à la pandémie de Covid. La première prescription aura finalement lieu au CHU de Clermont-Ferrand, le 26 mars 2021, en présence du Ministre de la santé et des solidarités, Olivier Véran. Cette expérimentation porte sur 3000 patients volontaires pour une durée de suivi allant de 6 à 24 mois, effectué par des médecins de structures de référence ou libéraux, formés. Le but premier de l'expérimentation étant « de déterminer si et comment l'utilisation du cannabis dans un cadre médical pourra être généralisée ».
En juin 2021, deux mois après le début de l'expérimentation, 325 patients sur les 3000 prévus ont été intégrés au programme ; tous ont postulé volontairement pour ce programme, l'échantillon ne prétend donc pas avoir une quelconque représentativité scientifique. L'ANSM a annoncé par la même occasion la création d'un Comité scientifique pour le suivi de l'expérimentation, présidé par Nicolas Authier. Un an plus tard, une partie importante patients du groupe d'essai ne présentaient pas d'amélioration significative de leurs symptômes, alors que plus d'un tiers ont dû interrompre le traitement à cause d'effets secondaires trop importants, d’ordre neurologique (somnolence), psychiatrique (anxiété), digestif (diarrhée) ou surtout cardio-vasculaire (palpitations). Finalement, ce sont un quart des patients traités qui ont dû arrêter leur traitement pour l'une de ces deux raisons.

### Israël
Dans l'histoire moderne, la molécule de THC a été isolée en 1964 par Raphael Mechoulam et Yechiel Gaoni de l'institut Weizmann de Rehovot, en Israël. La médecine reconnaît depuis 1999 la prescription thérapeutique du chanvre pour couvrir le soin selon le champ le plus large des pathologies pour lesquels il puisse être reconnu : fibromyalgie, de cancer, du VIH / sida, de troubles neurologiques, de sclérose en plaques, d’asthme et de glaucome, ainsi que les troubles post-traumatiques.
Une organisation, à l'origine avec des motivations compassionnelles et un concept hébreu de justice sociale, la Tikkun Olam, s'est présentée de manière officielle en mars 2007 au ministère de la Santé comme principal fournisseur de cannabis médical. En 2010, cette notion fait effet pour 4 000 à 5 000 patients. Cette politique peut prédire un accroissement allant jusqu'à 40 000 personnes de là à 2012.

### Maroc
En mars 2021, le gouvernement marocain dépose un projet de loi visant à légaliser l'usage médical du cannabis et à développer une filière légale de production et de distribution.

### Nouvelle-Zélande
Un référendum sur la légalisation du Cannabis a lieu en Nouvelle Zélande en même temps que les élections législatives de 2020. La population est amenée à se prononcer sur la légalisation du cannabis a fin médicinale et récréative.
Le résultat du scrutin, légalement non contraignant, doit être suivi d'un vote à la Chambre des représentants sur sa mise en œuvre.

### Pays-Bas
L'usage et la culture personnelle aux Pays-Bas sont légaux, cependant, le commerce est réglementé. Depuis 2003, les pharmacies de ce pays distribuent du cannabis médical (produits pharmaceutiques sous forme végétale naturelle) sur ordonnance médicale , en plus des autres médicaments à base de cannabinoïdes (dronabinol, Sativex). Les 3 qualités thérapeutiques produites par la Société Bedrocan et distribuées dans la pharmacie sont :
- Bedrocan (18 % dronabinol / THC)
- Bediol (11 % dronabinol / THC)
- Bedrobinol (6 % dronabinol + 7,5 % CBD).

Le Bureau du Cannabis Médicinal (BMC), qui dépend directement du Ministère de la Santé et des Sports des Pays-Bas, est chargé d'assurer le contrôle de la distribution de ces nouveaux médicaments. En 2008, 120 000 grammes de cannabis médical ont ainsi été vendus au travers du réseau des pharmacies à un prix unitaire de l'ordre de 7 €/g.

### Suisse
Le Conseil National débat[Quand ?] d'une initiative parlementaire de la Commission de la sécurité sociale et de la santé publique du Conseil national du 4 mai 2006. Le parlement suisse a accepté le 20 décembre[Quand ?] le paragraphe de la proposition qui vise à introduire les cannabinoïdes dans la pharmacopée officielle. Le débat est interrompu et la loi n'est pas encore votée. Si elle l'est, elle devra être débattue par le Conseil des États. En cas d'accord, la loi sera soumise au référendum facultatif. Il est écrit dans cette initiative que « La loi sur les stupéfiants doit faire l'objet d'une révision partielle de sorte que les éléments du texte rejeté le 14 juin 2004, et qui sont susceptibles de rallier une majorité de voix favorables (notamment la politique des quatre piliers, la prévention et la thérapie, la protection de la jeunesse et les tâches de la Confédération) soient rapidement ancrés dans la loi. Partie 2: En outre, la problématique du cannabis doit être examinée compte tenu des initiatives parlementaires en suspens, et des propositions doivent être élaborées ».
Dans son projet, la commission propose, entre autres, « de rendre possible l’application médicale limitée de stupéfiants à effet de type cannabique sur autorisation exceptionnelle de l’Office fédéral de la santé publique. Parallèlement, la substance doit pouvoir être soumise au régime de l’Institut suisse des produits thérapeutiques (ISPT) applicable aux médicaments dès le moment où le stupéfiant correspondant est introduit en tant que principe actif dans un médicament autorisé par l’ISPT. Les médecins pourraient ensuite prescrire le médicament en question pour les indications autorisées.». En 2008, les électeurs suisses ont rejeté par référendum une initiative destinée à la légalisation de la culture et la possession de cannabis. 36,8 % des électeurs ont voté en faveur de cette initiative et 63,2 % contre. Un amendement de loi sur les stupéfiants (LStup) a été accepté à une large majorité (68 %). Elle doit entre autres faciliter l’usage du cannabinol.

### Royaume-Uni
Le 26 juillet 2018, le Royaume-Uni annonce l'autorisation de la vente de cannabis à usage médical sur ordonnance.
En 2018, ce pays était le premier producteur de cannabis légal au monde – avec 95 tonnes de marijuana à usage médical et scientifique en 2016, soit 44,9 % de la production mondiale. C’est à la même date également le plus grand exportateur avec 70 % du marché international. La principale entreprise dans ce secteur est GW Pharmaceuticals.

### Radiographie
- « Cannabis médical, et si on se plantait ? », sur France Culture, 16 novembre 2022.

### Vidéographie
- Zach Klein, The Scientist, 2015, documentaire (sous-titré en français) sur l'histoire de la découverte du THC par Raphael Mechoulam.